# Токугава Иэясу
Токуга́ва Иэя́су (яп. 徳川 家康, 31 января 1543 года — 1 июня 1616 года) — принц Минамото, дипломат и военачальник, основатель династии сёгунов Токугава. Ближайший сподвижник и последователь Оды Нобунаги и Тоётоми Хидэёси, завершивший создание централизованного феодального государства в Японии.

## Имена
Токугава Иэясу известен также под именами:
- Мацудайра Такэтиё (яп. 松平 竹千代) — детское имя;
- Мацудайра Мотонобу (яп. 松平 元信) — имя, полученное после церемонии совершеннолетия в 1556 году;
- Мацудайра Мотоясу (яп. 松平 元康) — имя, данное сюзереном Имагава Ёсимото;
- Мацудайра Иэясу (яп. 松平 家康) — имя, принятое в знак независимости от рода Имагава в 1562 году;
- Токугава Иэясу (яп. 徳川 家康) — имя, принятое в 1567 году;
- Тосё-Дайгонгэн (яп. 東照大権現) — посмертное божественное имя, означающее «Великий бог-спаситель, что озарил Восток»

## Краткая справка

Мон клана Токугава — «три листка мальвы».

Токугава Иэясу родился в 1543 году и был выходцем из небольшого самурайского рода Мацудайра, владевшего частью земель в провинции Микава (совр. префектура Айти). Своё детство он провел политическим заложником у соседних правителей, которые использовали слабых Мацудайра в своих политических играх. После битвы при Окэхадзама (1560) Иэясу восстал против сюзерена, рода Имагава и заключил союз с его врагом — Одой Нобунагой (1562).
В 1560 — 1580-х годах Токугава удалось расширить свои владения на восток в провинцию Суруга (совр. префектура Сидзуока) и создать мощную военно-экономическую базу для реализации плана объединения Японии. После смерти Оды Нобунаги в (1582), Иэясу вступил в борьбу за его наследство, однако проиграл её Тоётоми Хидэёси и признал себя вассалом последнего (1586). Родовые земли Токугавы были конфискованы с заменой на новые владения в регионе Канто с центром в замке Эдо (совр. Токио).
После кончины Тоётоми Хидэёси Иэясу воспользовался внутренними распрями в его роду. Он возглавил радикальную военную группировку вассалов Тоётоми, и в битве при Сэкигахара (1600) уничтожил «мозговой центр» враждебной семьи — администраторов и гражданских чиновников во главе с Исидой Мицунари. В двух осакских кампаниях (1614, 1615) Токугава удалось окончательно ликвидировать остатки клана Тоётоми и объединить страну.
В 1603 году Иэясу получил титул сёгуна и основал третье самурайское правительство — сёгунат в городе Эдо, который просуществовал в Японии до 1868 года. Даровав японцам долгожданные мир и стабильность, Токугава умер в 1616 году в возрасте 73 лет

## Молодые годы
Токугава Иэясу родился 31 января 1543 года (11 году эры Тэмбун) в четыре часа утра в замке Окадзаки. Его отец, Мацудайра Хиротада, был восьмым главой рода Мацудайра и даймё провинции Микава (совр. префектура Айти).

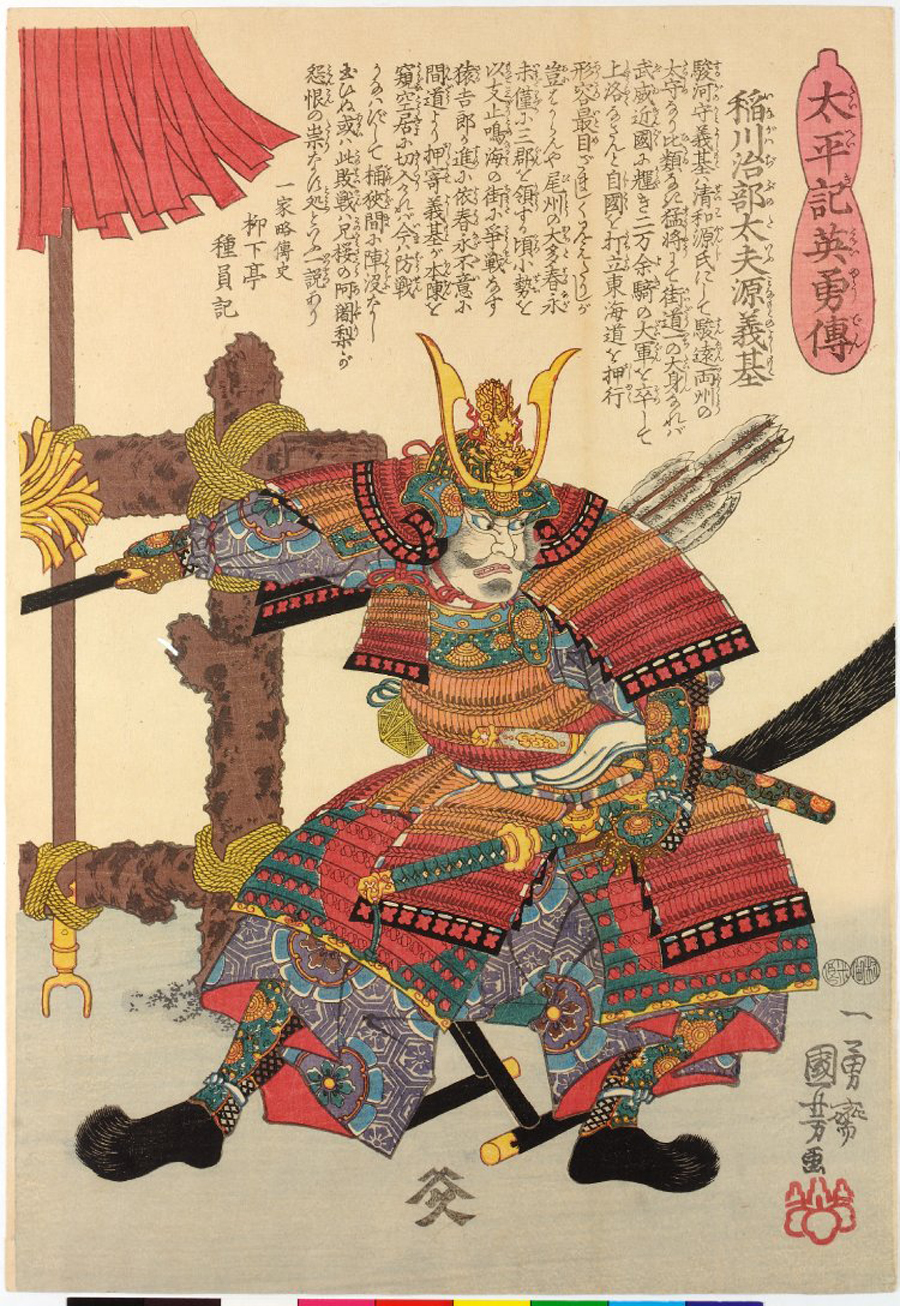
Имагава Ёсимото

Земли этого рода были зажаты между владениями агрессивных соседей, которые постоянно воевали друг с другом, поэтому в роде Мацудайра не утихали споры относительно избрания союзника. Часть вассалов стремилась быть вместе с западным соседом Одой Нобухидэ, а другая часть — ратовала за присоединение к Имагава Ёсимото на востоке. В своё время дедушка малолетнего Иэясу, Мацудайра Киёясу (1511—1536), стал жертвой этих ссор и был зарезан собственными вассалами за попытку сблизиться с семьёй Ода. Его преемник, отец новорождённого, был более осторожен и следовал воле большинства, которое симпатизировало Имагава. Мать Иэясу происходила из рода, который традиционно поддерживал западных соседей, поэтому, когда в 1545 году большинство вассалов Мацудайра высказались за поддержку восточных правителей, она была изгнана из резиденции.
В 1548 году армия Оды напала на земли рода Мацудайра и тот попросил военной помощи у Имагава Ёсимото. Последний согласился при условии выдачи малолетнего Иэясу заложником в свою цитадель. Такое действие означало бы признание родом-просителем протектората Имагава. Выхода не было, и Мацудайра согласились. Однако Ода Нобухидэ узнал о намерениях противника и похитил шестилетнего Иэясу с помощью своих агентов. Ода планировал поссорить Мацудайра и Имагава. Однако отец малолетнего заложника решил пожертвовать своим сыном ради собственной безопасности. Замысел Нобухидэ провалился. Но он решил использовать Иэясу позже, поэтому он не казнил заложника, а заточил его в монастырь Мансёдзи в городе Нагоя, где продержал три года. За это время будущий сёгун подружился с сыном своего похитителя, Одой Нобунагой.
В 1549 году погиб Мацудайра Хиротада, отец Иэясу. Его зарезал собственный охранник. Мацудайра остались без вождя. Их протектор Имагава Ёсимото, направил в их резиденцию своего генерала, которого назначил тамошним кастеляном. Тот обещал вырвать Иэясу у Оды и поставить его новым главой рода. Такая возможность представилась через три года, когда Ода Нобухидэ скончался от язвы, а его род захлестнули внутренние распри. Войска Имагава взяли штурмом пограничный вражеский замок, в котором захватили живьём сына покойного Нобухидэ, Оду Нобухиро. Противники договорились обменять последнего на девятилетнего Иэясу. Вассалы семьи Мацудайра были очень рады возвращению нового хозяина, однако Имагава Ёсимото обманул их ожидания, забрав Иэясу в свою цитадель в городе Сумпу. Фактически тот снова стал политическим заложником.
Во время пребывания Иэясу в Сумпу Имагава планировали превратить его в верного вассала, ликвидировав формальную автономию его владений. В 1556 году Имагава Ёсимото стал его приёмным отцом, проведя церемонию совершеннолетия для молодого заложника. Иэясу получил имя Мацудайра Дзиро Мотонобу. В следующем году его фактический сюзерен заставил его жениться на своей племяннице и даровал ему новое имя Мотоясу. Ещё через год Имагава поручил Иэясу войска, с которыми он успешно выиграл свою первую битву, захватив замок Терабе на западной границе.
Годы пребывания будущего сёгуна в Сумпу не были «периодом страданий и тоски». Хотя он попал туда как заложник, Имагава относились к нему как к члену семьи. Иэясу получил лучшее по тогдашним меркам образование от стратега Охара Юсая, и стал, благодаря браку, родственником Имагава Ёсимото.

## В союзе сОдой Нобунагой

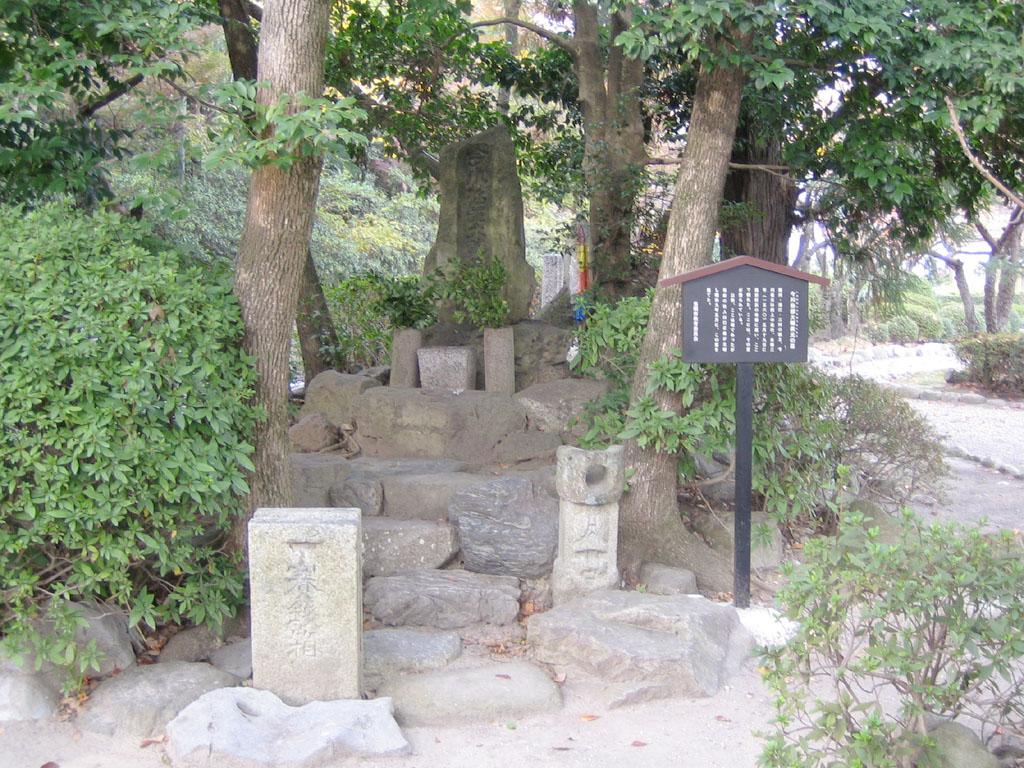
Могила Имагава Ёсимото на месте битвы.

В 1560 году (3 году эры Эйроку) Имагава Ёсимото, двинулся с огромной армией на запад и вторгся в земли Оды Нобунаги. Авангард агрессоров составляли отряды Иэясу. Он захватил вражеский замок Одака и ряд пограничных фортов, в которых разместил свои силы. Иэясу ожидал дальнейших распоряжений от главнокомандующего, но не дождался. Он получил срочное сообщение, что его сюзерен Имагава Ёсимото погиб от молниеносной атаки гвардейцев Оды в битве при Окэхадзаме.
Смерть сюзерена стала поводом для Иэясу провозгласить независимость. Ему удалось безопасно вывести из Сумпу свою жену и сына и захватить родовой замок Окадзаки. В 1561 году Иэясу открыто выступил против Имагава, взяв штурмом один из их фортов. Следующий, 1562 года (5 году эры Эйроку) он заключил союз с Ода Нобунагой, по которому обещал воевать с врагами на востоке. Ещё через год, в знак полного разрыва с родом Имагава, он изменил своё имя на Мацудайра Иэясу.
Первоочередной задачей для Иэясу стало создание собственной администрации и восстановление экономики в провинции Микава (совр. префектура Айти). Однако ему помешали буддистские общины, которые не захотели признавать его власть. Война с ними продолжалась с 1564 по 1566 года и закончилась полной победой Иэясу. Объединив земли провинции, он получил от императорского двора титул Микава но ками (Защитник Микава) и изменил свою фамилию на Токугава, потомков древнего рода Минамото.
В 1568 году (11 году эры Эйроку) Иэясу заключил союз с северным соседом, родом Такэда, против рода Имагава. В том же году он принял участие в походе Оды Нобунаги на Киото, помог Асикага Ёсиаки занять должность сёгуна.
В 1570 году (1 году Гэнки) Токугава смог захватить большую часть провинции Тотоми (совр. префектура Сидзуока), которая принадлежала роду Имагава. Последний капитулировал перед победителем и исчез с японской политической карты. Токугава перенёс в новые владения свою резиденцию, построив замок в месте Хамамацу. Несмотря на внутренние проблемы, он лично вместе с двумя третями имеющегося войска отправился на помощь Оде Нобунаге и победил силы Асакура и Адзаи в битве при Анэгава.

### Война с родом Такэда
К 1569 году (11 году эры Эйроку) Иэясу находился в союзнических отношениях с председателем рода Такэда, Такэдой Сингэном. Они совместно разделили владения рода Имагава. Провинция Тотоми (западная часть современной префектуры Сидзуока) отошла к Иэясу, а провинция Суруга (восточная часть современной префектуры Сидзуока) — к Сингэну. Однако род Такэда вынашивал планы захватить Киото. Существование рода Токугава мешало им реализовать этот план, поэтому было решено уничтожить его. В том же году, заручившись военной поддержкой соседей на востоке, армия рода Такэда вторглась во владение Иэясу.
Первые атаки врага Иэясу успешно отразил. Однако ситуация на фронте изменилась, когда в октябре 1572 года (3 году эры Генки) Такэда Сингэн лично возглавил свои войска. Токугава попросил помощи у Оды Нобунаги, но тот сам был вовлечен в военные действия против родов Адзаи, Асакура и буддистских повстанцев, поэтому не смог выслать подкрепление. Иэясу пришлось противостоять агрессору самостоятельно. Первая битва при Итигендзака (13 октября), в которой силы нападающих одержали победу, показала невозможность Иэясу противостоять слаженной военной системе Сингэна, которая славились на всю тогдашнюю Японию.
Это поражение показало слабость Иэясу и дало сигнал местной знати переходить на сторону войск Такэды. В декабре пал один из главных замков провинции Тотоми — крепость Футамата. Видя стеснённость положения Иэясу, Ода Нобунага послал к нему 3-тысячный контингент. Однако это не спасло ситуацию. Войскам союзников, которые вместе насчитывали лишь 11 тысяч, противостояла 25-тысячная хорошо вышколенная армия Такэды Сингэна. Последний захватывал форты и укрепления Иэясу один за другим, постепенно изолируя его резиденцию.
Несмотря на протесты генералов Оды, Токугава решил дать войскам агрессора последний бой. 25 января 1573 года он вывел свои отряды в тыл врага и атаковал его. Началась знаменитая битва при Микатагахаре. Войска Такэды притворились, что отступают, однако по приблизившейся армии противника ударили со всей силы. Бой закончился сокрушительным поражением войск Иэясу. Тот едва вырвался из окружения, вернувшись в свой замок-резиденцию с остатками своих войск.
Однако, как указывается в тогдашних хрониках, «небеса не оставляли Токугава». Его главный враг, Такэда Сингэн, захватив в феврале 1573 года (4 году эры Гэнки) замок Нода, внезапно заболел. По этой причине войска Такэды оставили владения Иэясу и вернулись домой. В дороге их тяжелобольной главнокомандующий скончался. Чтобы убедиться в том, что Такэда умер, в мае того же года Иэясу штурмовал ряд фортов и замков, которые захватил противник в его владениях. Учитывая то, что силы врага никак не отреагировали на выпады Токугавы, большинство местных властителей, которые ещё вчера переходили на сторону Такэды, поспешно признали свою зависимость от Иэясу.
Однако в мае 1574 года (2 году эры Тэнсё) новый лидер рода Такэда, Такэда Кацуёри, решил реализовать планы покойного отца по захвату столицы Киото. Он вторгся с 15 тысячной армией во владение Токугавы и сумел захватить высокогорный замок Такатендзиндзё. Через год против него выступили объединенные 30-тысячные силы Оды Нобунаги и Токугавы Иэясу. 29 июня 1575 года (3 году эры Тэнсё) в битве при Нагасино войска союзников наголову разгромили армию рода Такэды. Враг потерял многих выдающихся полководцев и много живой силы. Иэясу вновь вернул себе власть над утраченными владениями. Уничтожение рода Такэда стало делом времени.
В 1579 году (7 году эры Тэнсё), по приказу Оды Нобунаги, Иэясу казнил свою жену и старшего сына по подозрению в заговоре против него и заключении тайного договора с родом Такэда. В марте 1581 года он вернул себе замок Такатэндзиндзё.
В феврале 1582 году началась полномасштабная кампания войск Оды и Токугавы против рода Такэда. Иэясу отвечал за завоевание провинции Суруга. Враг, финансы которого были подорваны частыми походами, а лучшие генералы были убиты в битве при Нагасино, не мог противостоять наступающим союзникам. Многие вельможи без боя переходили на сторону Иэясу. Через месяц после начала кампании, Такэда Кацуёри с женами и детьми совершили сэппуку, положив конец существованию рода Такэда. За свои подвиги Иэясу получил от Оды провинцию Суруга.

## Происшествие в храме Хонно-дзи

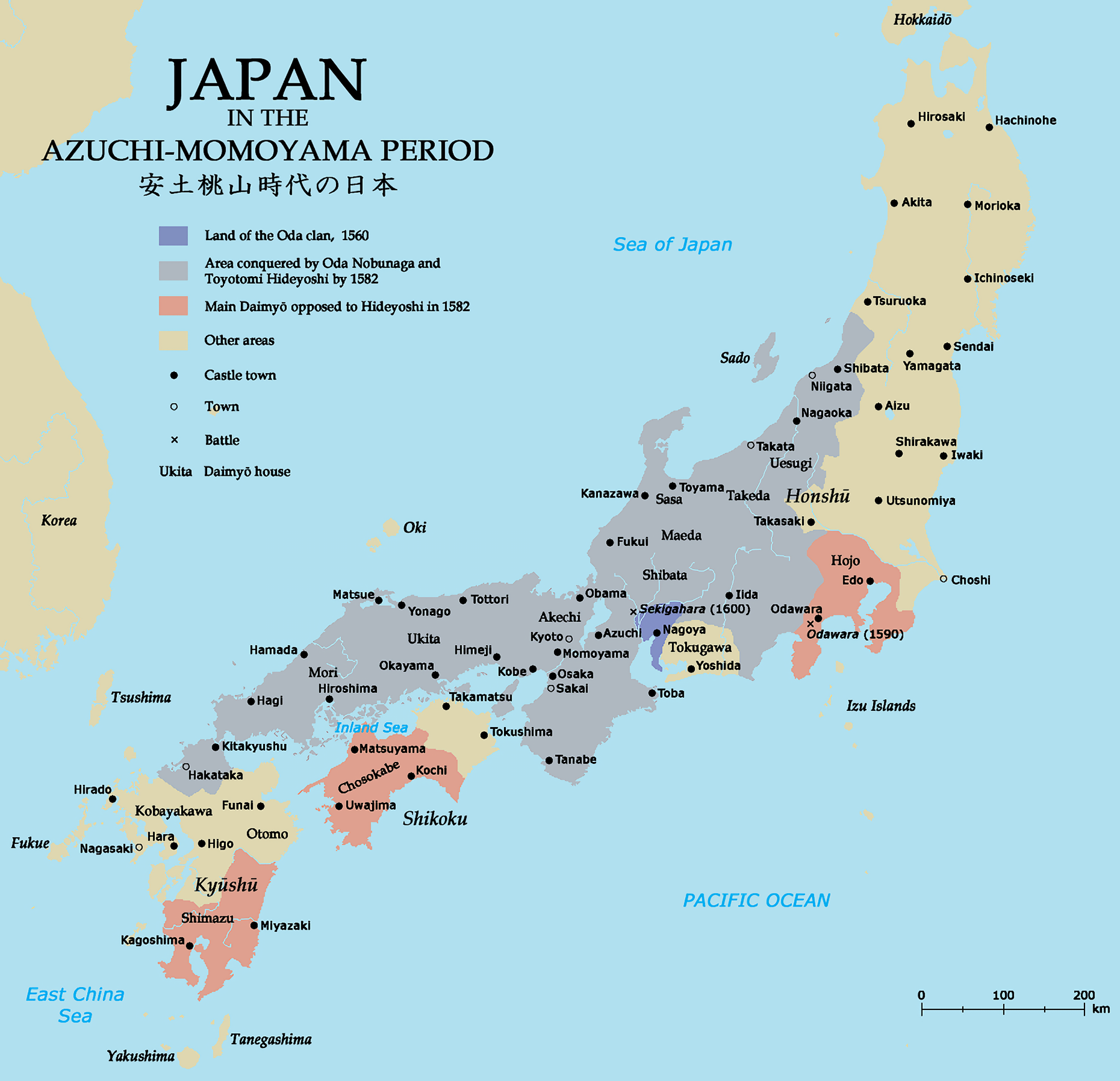
Япония около 1582 года

В мае 1582 (10 году эры Тэнсё) Иэясу посетил резиденцию Оды Нобунаги — роскошный замок Адзути. Однако уже в следующем месяце, когда Токугава осматривал портовый город Сакаи, один из крупнейших японских торговых центров того времени, он узнал о гибели Нобунаги в киотском храме Хонно-дзи от руки вассала Акэти Мицухидэ. Последний сразу начал охоту за Иэясу, потому что тот был союзником Оды и мог поднять войска против мятежников. Для Акэти это была хорошая возможность, поскольку Иэясу находился очень далеко от своих владений. Ускользнуть от опасности Токугава помогли отряды ниндзя из провинции Ига (совр. префектура Миэ), которые провели его тайными горными ходами в его владения в Микава (совр. префектура Айти). Вернувшись, Иэясу планировал собрать войска, чтобы разбить Акэти Мицухидэ и стать наследником Оды Нобунаги. Однако его опередил Хасиба Хидэёси, который молниеносно вывел экспедиционные войска рода Ода из региона Тюгоку и в битве при Ямадзаки разбил мятежников.
Между тем, со смертью Нобунаги в 1582 году, в завоеванных им владениях рода Такэда началось восстание местной знати. Администрация Оды, не уважавшая местные обычаи, была перебита. В провинциях Каи (совр. префектура Яманаси), Синано (совр. префектура Нагано) и Кодзукэ (совр. префектура Гумма) образовался вакуум власти.
В отличие от вассалов Оды, Иэясу учитывал традиции покорённых. Особенно он уважал покойного Такэду Сингэна, несмотря на то, что тот был его злейшим врагом. Благодаря этому Иэясу привлек на свою сторону многих генералов и слуг уничтоженного рода Такэда и получил повод для «законного возвращения земель Такэды» в лоно своих владений. Он немедленно отправил армию для реализации этого плана.
Однако аппетиты Иэясу разделяли его соседи — роды Уэсуги и Го-Ходзё. Они также отправили войска для захвата этих трёх провинций. Но Иэясу одержал победу в конфликте, длившемся несколько месяцев. Он захватил большинство земель рода Такэда и стал обладателем 5 провинций (Каи, Синано, Суруга, Тотоми и Микава).
Обеспечив себя новыми владениями и огромным контингентом новобранцев, Токугава начал готовиться к войне с Хасибой Хидэёси.

## Иэясу иХидэёси

### Война
В 1583 году (11 году эры Тэнсё) Хасиба Хидэёси разбил оппозиционные силы Сибаты Кацуиэ и стал фактическим наследником Оды Нобунаги. Однако остатки рода Ода во главе с Одой Нобуо не желали признавать существующее положение вещей. Они заключили с Иэясу договор о совместных действиях против «узурпатора» Хидэёси. В марте 1584 года (12 году эры Тэнсё) войска Хасибы и коалиционные силы Токугавы и Оды сошлись в провинции Овари (совр. префектура Айти). Армия первого насчитывала около 100 тысяч человек, а отряды самураев коалиции не превышали 50000.
Численное превосходство противника делало победу Иэясу маловероятной. Однако первая же схватка 17 марта 1584 года (сражение при Хагуро) показала превосходство сил Токугавы и обнаружила слабые места громоздкой армии его противника. Хасиба Хидэёси был напуган военным гением Иэясу и остановил наступление своих полков, заняв выжидающую позицию. Однако уже в апреле терпение Хидэёси лопнуло и он выслал против Токугавы двадцатитысячный отряд под командованием своего племянника Хасиба Хидэцугу. Но в битве при Комакки-Нагакутэ Иэясу смог обезвредить вражескую армию и заставить её командира бежать.
Видя, что фронтальным наступлением Иэясу не одолеть, Хасиба Хидэёси решил ликвидировать его партнёра по коалиции — Оду Нобуо. Последний не смог противостоять многочисленной армии врага. В ноябре 1584 года Ода подписал с Хидэёси мир, признав свою вассальную зависимость от него. Поскольку с падением Оды Нобуо, Иэясу терял повод к войне, он заключил перемирие с противником. В качестве гарантии мира он послал Хидэёси своего внука. Однако Иэясу формально продолжал оставаться независимым.
В 1585 году (13 году эры Тэнсё) Хасиба Хидэёси подчинил себе весь регион Кинки и остров Сикоку. Обеспечив свои тылы, он превратился в большую угрозу для рода Токугавы. В это время, пользуясь конфликтом между Хидэеси и Иэясу, из-под власти последнего вышли обладатели северных районов провинции Синано (совр. префектура Нагано) — род Санада. Для успокоения непокорных Токугава послал войско, однако оно потерпело поражение. Чтобы усилить свои позиции, Иэясу заключил с восточным соседом, родом Го-Ходзё, союз. Однако на этот раз вспыхнула ссора между его вассалами. Одни настаивали на борьбе с Хидэёси, другие — на признании его сюзеренитета. Таким образом, Иэясу оказался в очень затруднительном положении: его земли распадались, а подчиненные начали внутренние распри.
Между тем, Хасиба Хидэёси продолжал реализацию плана по покорению рода Токугава. Чтобы усилить влияние своей «пятой колонны», в апреле 1586 года (14 году эры Тэнсё) он выдал замуж за Иэясу свою сестру Асахи. Токугава принял новую жену, но вассалитета не признал. Тогда Хидэёси отправил в октябре к Иэясу свою мать заложником, прося признать свой сюзеренитет.
В конце концов, несмотря на опасность извне и на обострение внутренней борьбы в собственном роде, Токугава решил признать верховенство Хасибы. 26 октября 1586 года он прибыл в его резиденцию в Осаке. На следующий день на аудиенции у Хидэёси Иэясу официально попросил принять его «под крепкую руку рода Хасиба».

### Под властьюТоётоми
В сентябре 1587 года (15 году эры Тэнсё), Хидэёси, который в прошлом году получил от императора аристократическую фамилию Тоётоми, выпросил у двора должность императорского советника для Иэясу и отблагодарил его тем самым за признание своего сюзеренитета. В следующем году он обсудил с Токугавой план кампании против обладателя региона Канто — рода Го-Ходзё.
В 1590 году (18 году эры Тэнсё) войска Тоётоми Хидэёси и всех подконтрольных ему даймё, включая Иэясу, количеством в 200 000 самураев, окружили главную цитадель Го-Ходзё и за несколько месяцев осады взяли её. По приказу Хидэёси завоёванные земли были переданы Токугаве в обмен на его старые родовые владения. Хотя прибыль новых земель была выше старых, власть Иэясу в них была непрочной — он оставался «чужаком» для большинства местной знати. Кроме этого, большая часть земель была свободная, а коммуникации не развиты. Несмотря на эти трудности, Иэясу и его вассалы смогли за короткий срок поднять экономику региона Канто, отремонтировать транспортные пути, построить крепкие замки и открыть много портов международной торговли. За десять лет была создана мощная социально-экономическая база, которая в будущем обеспечила победу Иэясу в борьбе за объединение Японии и стала новым политическим центром Японии.
В 1592 году (1 году эры Бунроку) Тоётоми Хидэёси начал войну в Корее. Иэясу был одним из кандидатов в экспедиционную армию, но избежал назначения, ссылаясь на войну с «остатками самурайских старшин рода Го-Ходзё». Перед смертью Хидэёси в сентябре 1598, он вошёл в попечительский Совет пяти старейшин при его сыне Тоётоми Хидэёри, обещая поддержку рода Тоётоми после кончины своего сюзерена.

## Битва при Сэкигахаре

Битва при Сэкигахаре (изображение периода Эдо)

18 сентября 1598 года умер Тоётоми Хидэёси. Его пятилетний сын Хидэёри стал формальным правителем страны, вместо которого фактически правил попечительский совет пяти старейшин и совет пяти управляющих. Иэясу был самым влиятельным членом совета старейшин, и не замедлил воспользоваться слабостью рода Тоётоми. Токугава заключил союзы с даймё, которые были настроены против Хидэёси при его жизни, и готовился к войне.
Будучи вассалом рода Тоётоми, Иэясу выступал от его имени, собирая недовольных самураев покойного сюзерена. К нему присоединились так называемая «группа милитаристов» этого рода, представители которого не разбирались в политике и правлении, но жили за счет войны. Им противостояла «группа гражданских» во главе с выдающимся администратором и председателем совета пяти управителей Исидой Мицунари. Конфликт выглядел, как спор между вассалами рода Тоётоми, но де-факто был противостоянием Токугавы Иэясу, который стремился захватить власть в свои руки, и Исиды Мицунари, который стремился сохранить власть в стране для Тоётоми Хидэёри.
Сторонники Иэясу сформировали так-называемую «восточную коалицию», а защитники Исиды — «западную». Первые были преимущественно даймё восточно-японских земель, в то время как другие — даймё западной Японии.
В 1599 году (4 году эры Кэйтё) умер Маэда Тосииэ, единственный член Совета попечителей, который мог противостоять Иэясу открыто. Это развязало руки Токугаве и он объявил, что собирается наказать непокорных роду Тоётоми. В июне 1600 года (5 году эры Кэйтё) Иэясу разбил вражеский род Уэсуги и двинулся на Киото.
21 октября 1600 года армии Токугавы и Исиды встретились на узком поле Сэкигахара. Силы «восточной коалиции» насчитывали около 100 тысяч самураев, в то время как войска «западной» состояли лишь из 80 000. Начало битвы при Сэкигахара ознаменовалось преимуществом отрядов «западников». В частности, упорно сражались отряды японских христиан под командованием Кониси Юкинага. Однако ход битвы в пользу Иэясу изменило предательство. Генерал Кобаякава Хидэаки, которому Токугава наобещал новые земли и титулы, врезался с фланга в штаб Исиды Мицунари и заставил войска «западной коалиции» бежать с поля боя.
Битва закончилась полной победой Иэясу. Исида Мицунари вместе с его генералами был захвачен в плен и казнен. «Западная коалиция» прекратила существование. Токугава Иэясу стал фактическим правителем Японии.
После победы Иэясу сразу перераспределил заново земли побежденных им даймё. Самые большие части получил сам Токугава и его непосредственные слуги. Вторыми после них были вассалы Тоётоми, которые примкнули к его силам накануне битвы при Сэкигахара. На последнем по количеству земель месте были род Тоётоми, вассалом которого Иэясу пока оставался, род Мори и род Симадзу. Кобаякава Хидэаки, который решил судьбу битвы, награждён не был. Иэясу не хотел поощрять предательство. Но по другим данным, Токугава Иэясу передал Кобаякава Хидэяки в качестве награды домен разгромленного клана Укита, состоящий из провинций Бидзэн и Мимасака на острове Хонсю с доходом в 550 000 коку.

## Создание сёгуната
После победы в битве при Сэкигахара, в 1603 году (8 год эры Кейтё) 60-летний Иэясу получил от императора титул «Великого сёгуна — завоевателя варваров». Он создал новое самурайское правительство — сёгунат в городе Эдо (совр. Токио). Это был третий и последний сёгунат после аналогичных, созданных родами Минамото и Асикага. Господство нового правительства продолжалось более 250 лет.
В 1605 году (10 году эры Кэйтё) Иэясу передал титул сёгуна своему сыну Токугаве Хидэтаде. Этим он хотел избежать проблемы наследования и ослабления рода, которые уничтожили достижения его предшественников — Оды Нобунаги и Тоётоми Хидэёси. Все рычаги власти Иэясу продолжал держать в своих руках.
В 1607 году (12 году эры Кэйтё) Иэясу перенес свою резиденцию в город своей молодости Сумпу, оставив своего сына в замке Эдо. Там отставной сёгун занимался созданием правительственной системы, которая бы гарантировала долговечность его сёгунату.
В 1611 году (16 году эры Кэйтё) Токугава посетил коронацию императора Го-Мидзуноо в городе Киото. Во время этого визита Иэясу заставил своего формального сюзерена, Тоётоми Хидэёри, прибыть к нему в столицу. В японском обществе того времени особы выше по социальному статусу не посещали низших. Поэтому посещение Иэясу сюзереном Тоётоми Хидэёри толковались средневековыми японцами как неформальное признание родом Тоётоми власти сёгуна как высшей.
За два года подряд, 1613 года (18 году эры Кэйтё), Иэясу ограничил права столичных аристократов куге и императорского двора, которые к тому моменту часто вмешивались в японскую политику, натравливая самурайские роды друг на друга.
В 1615 году (1 году эры Гэнна) Токугава издал «Законы о военных домах», в которых заложил основы существования военной касты Японии на последующие десятилетия. Этим законом самураи были лишены права землевладения и превращены из воинов-землевладельцев в безземельных государственных чиновников, получавших жалование в виде установленного количества мешков риса. Для региональных князей, за которыми были сохранены права землевладения, был установлен целый ряд запретов, имевших целью предотвратить их усиление и обогащение и тем самым поставить их под плотный контроль сёгуната. Последующие за Иэясу сёгуны часто переиздавали «Законы о военных домах», внося в них значительные изменения, но сохраняя их основной дух — жесткий контроль над региональными князьями.

## Уничтожение рода Тоётоми
Для Иэясу существование рода Тоётоми оставалось препятствием на пути объединения Японии. Этот род оставался формальным сюзереном самого сёгуна, а также продолжал иметь много влиятельных вассалов. После смерти Иэясу, Тоётоми имели все шансы восстановить свои силы и вернуть себе власть в стране. Чтобы этого не произошло, необходимо было ослабить род противника или даже навсегда избавиться от него.
Иэясу истощил казну рода Тоётоми различными строительными проектами, которые он совершал от имени своего сюзерена, Тоётоми Хидэёри, и за его счет. Особенно на руку Токугаве сыграла смерть трех старейшин враждебного рода в 1611 году (16 году эры Кэйтё). С наступлением 1614 года (19 году эры Кэйтё) Иэясу решил окончательно ликвидировать род Тоётоми и приступил к реализации этого плана.
Поводом для конфликта между Токугава и Тоётоми стали надписи на колоколах храма Хоко-дзи, который был восстановлен на средства Тоётоми Хидэёри. Эти надписи, хотя и не содержали негативных высказываний относительно Иэясу, были истолкованы им как проклятие в его адрес. Токугаву поддержали зависящие от него киотские ученые монахи, которые подтвердили его безосновательные толкования и обвинили род Тоётоми во всех грехах.
Попытки рода Тоётоми объяснить истинное значение надписей провалились. Иэясу не желал встречаться с посланниками. Боясь расправы, Тоётоми Хидэёри начал собирать в своей резиденции — замке в Осаке - самураев-ронинов со всей Японии. Иэясу только этого и ждал. Расценив действия рода Тоётоми как враждебные, он объявил ему войну.

### Зимняя осакская кампания

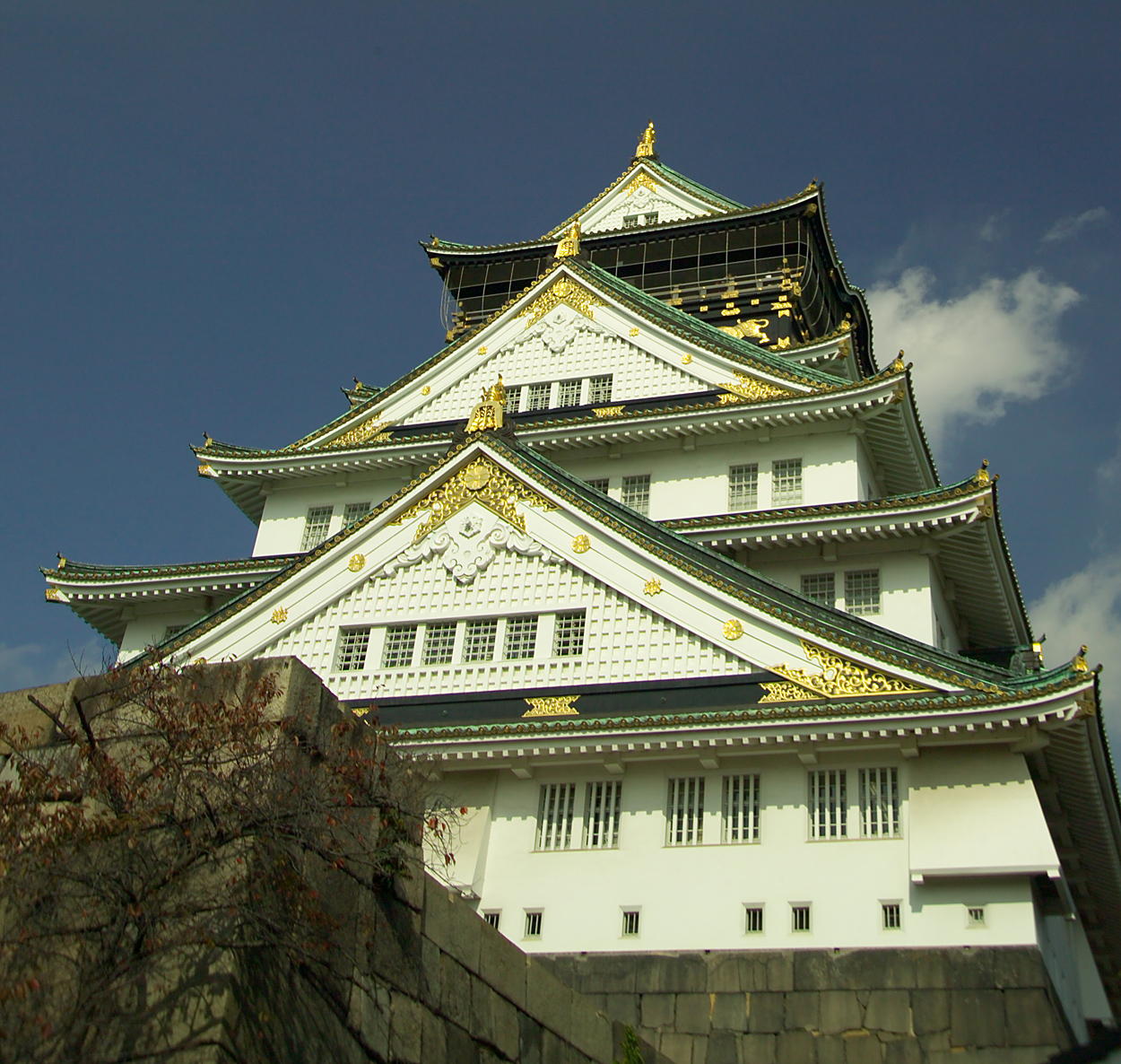
Тэнсю замка Хидэёси в Осаке, реконструированного после Второй мировой войны

В ноябре 1614 года (19 году эры Кэйтё) Иэясу приступил к осаде Осакского замка — главной цитадели рода Тоётоми. Войско Иэясу насчитывало более 200 тысяч человек. Замок не штурмовали, а вели локальные бои за форты, прилегающие к нему. Фронтальная атака на замок Осаки означала бы самоубийство, поскольку он славился своей труднодоступностью.
В большинстве столкновений силы Иэясу выходили победителями, благодаря численному превосходству. Исключение составляли бои за редут Санада, который оборонял генерал противника Санада Юкимура, при котором отряды Токугавы были разбиты.
Наступил декабрь, а замок оставался в руках врага. Иэясу решил применить тяжелую артиллерию и несколько дней обстреливал главную башню замка. Напуганный пушками Тоётоми Хидэёри отправил посольство с предложениями мира. Чтобы выторговать лучшие условия, Иэясу продолжал обстреливать позиции противника во время самих переговоров. Обе стороны договорились прекратить боевые действия и заключить мир при условии разрушения большей части укреплений Осакского замка и роспуска войск. На январь 1615 года (20 году эры Кэйтё) главная цитадель Тоётоми превратилась в незащищённую крепость.

### Летняя осакская кампания
Поняв, что ликвидация укреплений Осакского замка — это прямой путь к уничтожению своего рода, Тоётоми начали их восстанавливать. Иэясу узнал об этом и поставил ультиматум: прекратить восстановление замка, распустить отряды ронинов и оставить замок в Осаке в обмен на тот, который укажет сёгун. Конечно же, Тоётоми Хидэёри не согласился и Токугава вторично объявил ему войну.
Иэясу снова подошел к Осакскому замку. Теперь это уже была не знаменитая цитадель, а небольшая крепость. Род Тоётоми, который потерял выгодные позиции с ликвидацией укреплений, решил не обороняться, а наступать. Однако лучшие генералы Тоётоми Хидэёри один за другим погибли во время атак. Среди них был и Санада Юкимура, который врезался в штаб Иэясу, повалил его знамёна и хоругви, но погиб под копьями вражеских гвардейцев. Видя безвыходность положения, Тоётоми Хидэёри и его мать Ёдо совершили ритуальное самоубийство сэппуку. Крепость пала, а род Тоётоми прекратил своё существование.

## Смерть

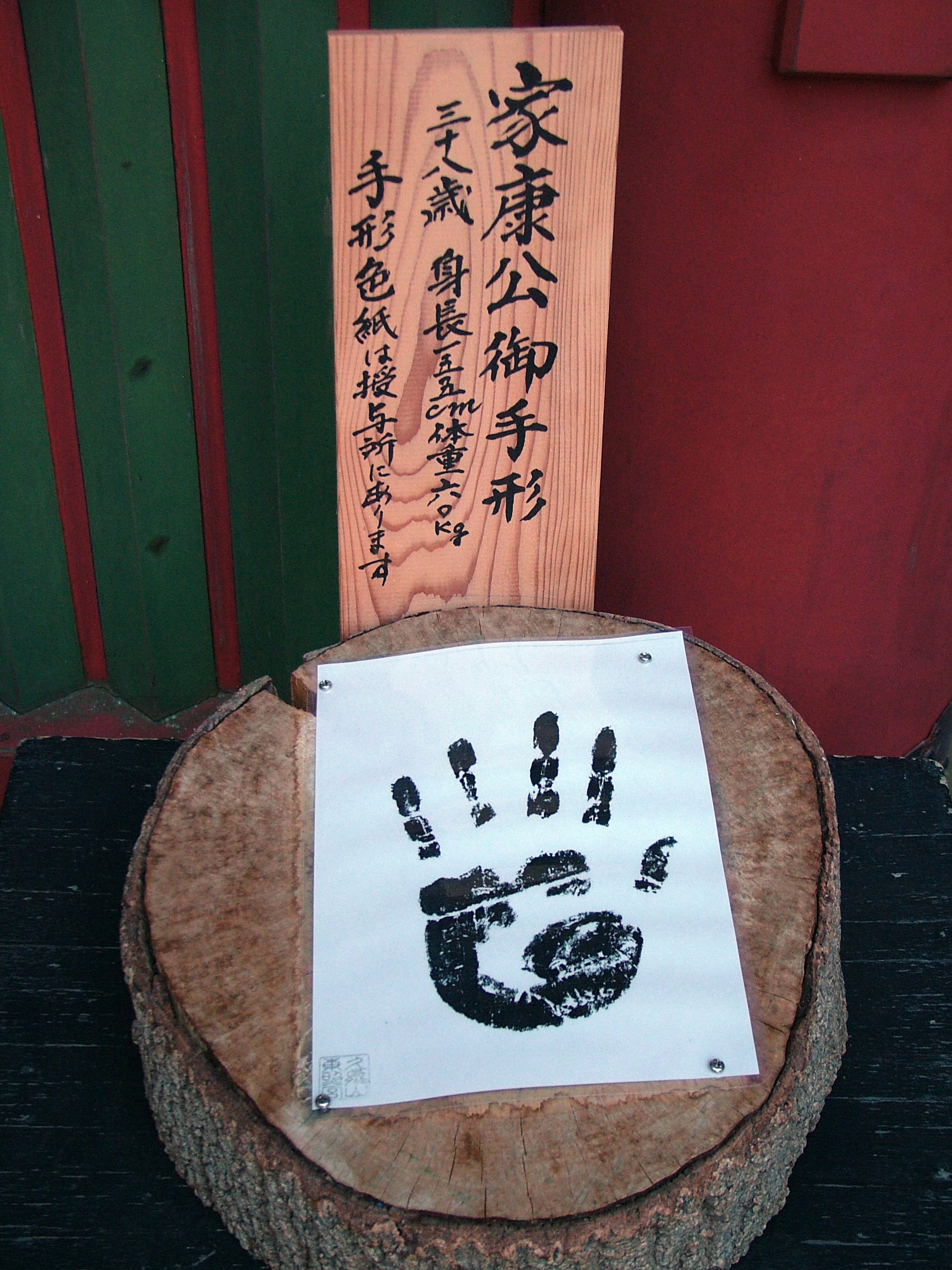
Отпечаток руки Токугавы Иэясу

Став полновластным и единственным правителем Японии, Иэясу был награждён императором должностью главного министра страны дайдзё-дайдзин в 1616 году (1 году эры Гэнна). Однако через несколько месяцев после этого он тяжело заболел. Причины болезни точно неизвестны. Среди главных упоминаются пищевое отравление и венерические болезни. Токугава любил хорошо поесть и провести время с женщинами, поэтому не удивительно, что здоровье пожилого сёгуна в отставке не выдержало чрезмерных нагрузок.
1 июня 1616 года, в 10 часов утра, 73-летний Иэясу умер в замке Сумпу.
«Первого сёгуна» похоронили в Никко Тосё-гу. Ему было предоставлено посмертное имя Тосё-Дайгонгэн (東照大権現 «Великий бог-спаситель, что озарил Восток»), под которым он и зачислен в список японских божеств.

## Внутренняя политика
Издал ряд указов, подтверждавших закрепощение крестьянства, разоружение населения, не принадлежащего к самурайскому сословию, кодексы поведения для князей и дворян, а также для императора и его двора, ставившие их под контроль сёгуната.

## Внешняя политика
В отличие от Оды Нобунаги, который поддерживал отношения с Португалией и Испанией, а также способствовал распространению католичества в Японии, Токугава предпочитал отношения с протестантскими Нидерландами. С 1605 года консультантом Иэясу в вопросах европейской политики стал английский моряк и голландский агент Уильям Адамс. Благодаря советам последнего, сёгуны Токугава начали проводить политику истребления христианства в стране, которая привела к закрытию Японии для Запада. Монополию иметь отношения и торговать с японцами получили только голландцы. В 1614 году Иэясу издал указ, который запретил пребывания «белых» иностранцев и христиан в его стране. Начались репрессии и массовые показательные распятия верующих. Небольшая группа христиан убежала на испанские Филиппины, а большая часть была силой обращена в буддизм. Тем не менее небольшая группа японцев сохранила верность христианству, исповедуя её в глубокой тайне вплоть до 1868 года, когда в Японии была провозглашена свобода вероисповедания.

## Письменное наследие
Формально передав титул сёгуна сыну, Токугава Иэясу организовал составление «Уложения о самурайских родах» («Букэ сёхатто»), определявшего нормы поведения самурая на службе и в личной жизни, где в сжатой форме были кодифицированы традиции военно-феодального сословия Японии (бусидо), ранее передававшиеся устно.

## Токугава в культуре

### В художественной литературе
История Токугава Иэясу и английского моряка Уильяма Адамса отражена в романах Кристофер Николь «Рыцарь золотого веера» и Джеймса Клавелла «Сёгун».

### В компьютерных играх
- В Civilization, Shogun: Total War, Total War: Shogun 2 и Age of Empires III: The Asian Dynasties Токугава представлен как лидер игровой цивилизации Японии.
- В играх серии Samurai Warriors, Warriors Orochi и Kessen присутствует как игровой персонаж.
- Фигурирует в игре Nioh 2017 года.

### В кинематографе
- Фильм «Великие воины: Сёгун» («Warriors: Shogun»), из сериала «Великие воины» («Warriors») производства BBC, 2008 год, документально-художественный с элементами реконструкции событий. Фильм посвящён Токугаве Иэясу
- Сериал «Сёгун» («Shogun») — прототипом Торонаги был Токугава Иэясу.
- Фильм «Принцесса Сэн и Хидэёри» («Sen-Hime to Hideyori»)[1] (режиссёр Масахиро Макино, 1962 г., Япония).
- Фильм «Конференция Киёсу» («Kiyosu kaigi»)[2] (режиссёр Коки Митани, 2013 г., Япония).
- Сериал «Наотора, хозяйка замка» («Onna Jōshu Naotora») (режиссёр Ватанабэ Кадзутака , 2017 г. Япония)
- Сериал «Небеса земля и люди» («Ten Chi Jin») (режиссёры: Катаока Кэйдзи, Такахаси Ёсиро, Нода Юсукэ, Итики Масаэ, 2009 г., Япония)
- В историческом сериале «Санада-мару» (Режиссёр: Танака Тадаси, Кимура Такафуми, 2016 г. Япония)
- В анимационном сериале "Гинтама"[источник не указан 1040 дней]